# 방현비행장
방현비행장(方峴飛行場)은 조선민주주의인민공화국 평양시 방현동에 위치한 조선인민군 공군의 비행장이다.

## 방현 공장
평안북도 구성시 방현비행장 인근의 방현항공기 공장은 영변 핵시설로부터 서쪽으로 45km 정도 떨어져 있다. ISIS는 이 곳에 영변의 10분의 1정도인 약 200~300개의 우라늄 농축용 원심분리기가 1990년대부터 2000년대 초 사이에 세워졌다고 추정한다.
평안북도 구성시 방현비행장에서 남동쪽에 있으며, 초기 우라늄 농축시설로 추정되는 곳은 조선민주주의인민공화국의 무인기 생산공장으로 알려진 방현 항공기공장 자리에 위치해 있다. 방현 항공기공장도 장군대산 지하에 자리잡고 있다. 1960년대에는 구소련에서 공급된 '미그'전투기 부품을 만드는 곳이었다.

## 무인기
조선민주주의인민공화국은 방현-1, 방현-2 무인기 300여대를 실전배치했다. 장군대산 지하의 방현항공기 공장에서 생산된 것이다.